# Neoclytus fraterculus
Neoclytus fraterculus es una especie de escarabajo longicornio del género Neoclytus, tribu Clytini, subfamilia Cerambycinae. Fue descrita científicamente por Martins y Galileo en 2008.

## Descripción
Mide 8,9-10 milímetros de longitud.

## Distribución
Se distribuye por Venezuela.